# The Cambridge Modern History

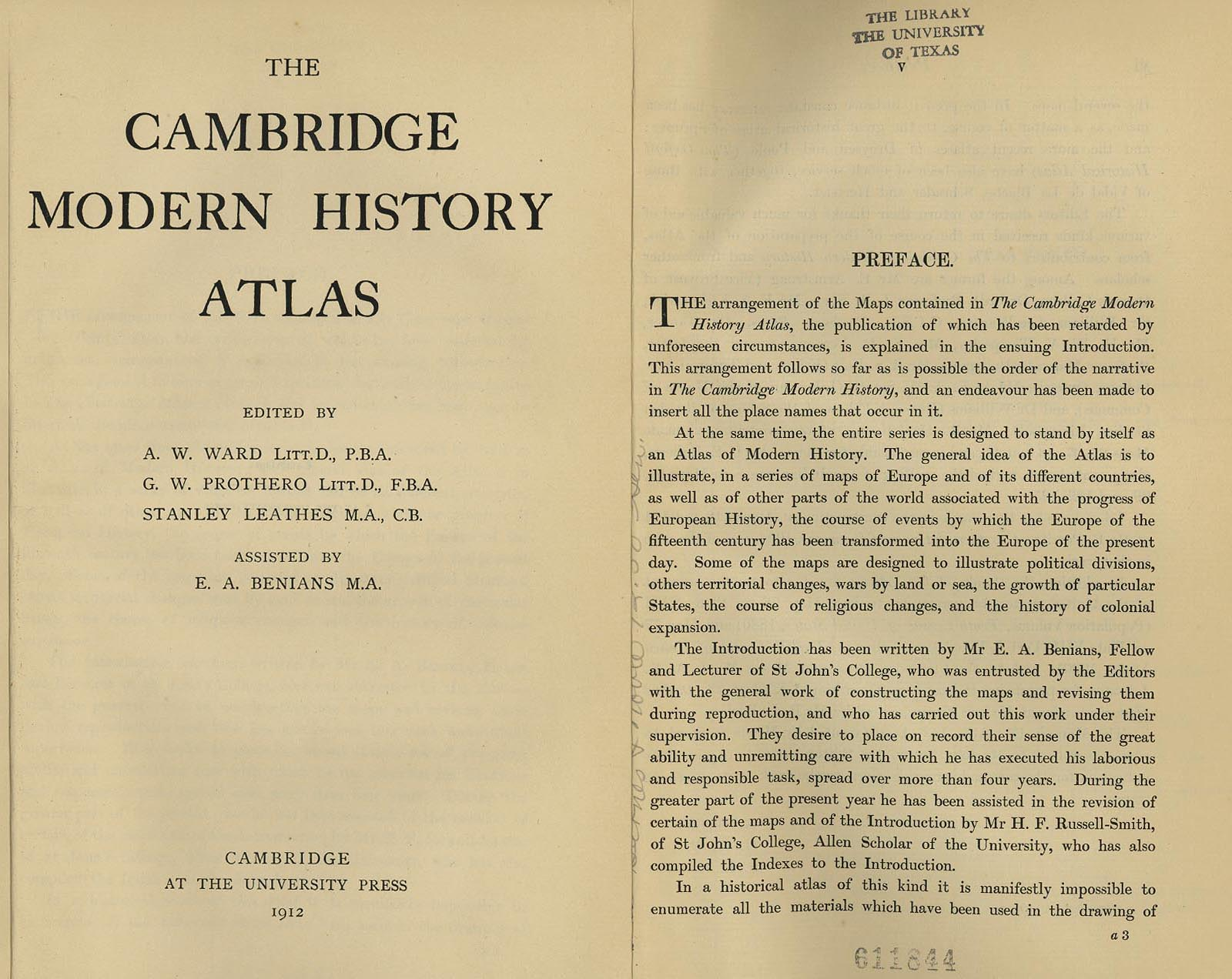
Premières pages de l'atlas.

The Cambridge Modern History (L'Histoire moderne de Cambridge) est une encyclopédie historique publiée entre 1902 et 1912, éditée par l'Université de Cambridge et publiée par Cambridge University Press. Elle comporte un atlas historique.